# 張世顯
張世顯（16世紀—1622年），中軍都督府大河衛軍籍南直隸淮安府山陽縣人，明朝軍事人物。

## 生平
張世顯瀟灑有大志，最初為儒生時遭排擠，於是發奮改習武，到是萬曆二十二年（1594年）中武舉人，四十一年（1613年）成武進士，獲授烏龍溝把總，天啟元年（1621年）經袁應泰上疏擢任都司僉書支援遼東，再陞任戚家堡游擊。次年（1622年）清朝軍隊渡河，他領兵出戰，單騎殺死不少敵軍士兵，很快清軍進攻，其部下逃走，家人拉著馬勸他暫避，他拒絕並砍下家人的手揮使而去，血戰後沒有支援，被刀斬及頭顱而死，朝廷得知後追贈都督僉事。

## 引用
1. 1 2  乾隆《淮安府志·卷二十二·人物》：張世顯，大河衛人，萬曆癸丑武進士。落拓有大志，不修小節。始業儒，為同伍所排擠，度不能以鉛槧博金紫，遂發憤以韜鈴顯。初授烏龍關守備，有威名，天啟初升遼東戚家堡游擊，適我清兵渡河，提兵出戰，單騎貫陣，三出三入，死鞭下者不計其數。俄大軍益至，他部皆反走，家人控馬勸暫避之，顯不可，以馬斫家人手，揮使去，血戰重圍，久之援兵不至，刃及頭顱，遂死於陣。
2. ↑  天啟《淮安府志·卷十四·選舉志》：武科……武舉人……萬曆……甲午 張世顯
3. ↑  《明熹宗悊皇帝實錄·卷五》：（天啟元年正月戊戌）優陞烏龍溝把總張世顯為都司僉書職銜，行援遼遊擊事，統領毛兵分防寬靉，部覆經臣袁應泰疏也。
4. ↑  同治《山陽縣志·卷十二·人物二》：張世顯，萬厯武進士落拓有大志，初授烏龍關守備有威名，天啟初升遼東戚家堡游擊，大清兵渡河，世顯提兵出戰，單騎貫陣，三出三入，俄大軍益至，他部皆反走，家人控馬勸之避，顯不可，以刀斫其手揮之去，遂力戰死。
5. ↑  《明熹宗悊皇帝實錄·卷二十八》：（天啟二年十一月丙申）贈遼東死事各官……黑雲鶴、李茂春、張世顯、趙啟禎、陳尚仁、王崇信俱贈都督僉事，襲陞二級……